# Пуромицин
Пуромицин (Puromycin) — антибиотик пуринового ряда, продуцируемый бактериями Streptomyces alboniger. Является ингибитором синтеза белков. По химическому строению пуромицин сходен с аминоацил-тРНК. Он легко взаимодействует с А-центром пептидил-тРНК с образованием пептидил-пуромицина. Последний не несет на себе триплета антикодона и таким образом тормозит элонгацию растущей пептидной цепи, вызывая преждевременную терминацию синтеза белка. Пуромицин оказывает одинаково эффективное ингибирующее действие на синтез белка как у прокариот, так и у эукариот. Благодаря этому, пуромицин применяется как антибиотик в отношении грамположительных и некоторых грамотрицательных бактерий, простейших (трипаносомы, амебы), ряда гельминтов (острицы, ленточные черви). Также находит широкое применение в клеточной биологии как селективный агент для различного рода клеточных культур, экспрессирующих Puro маркер (пуромицин-N-ацетил трансферазу).